# Lacey Chabert

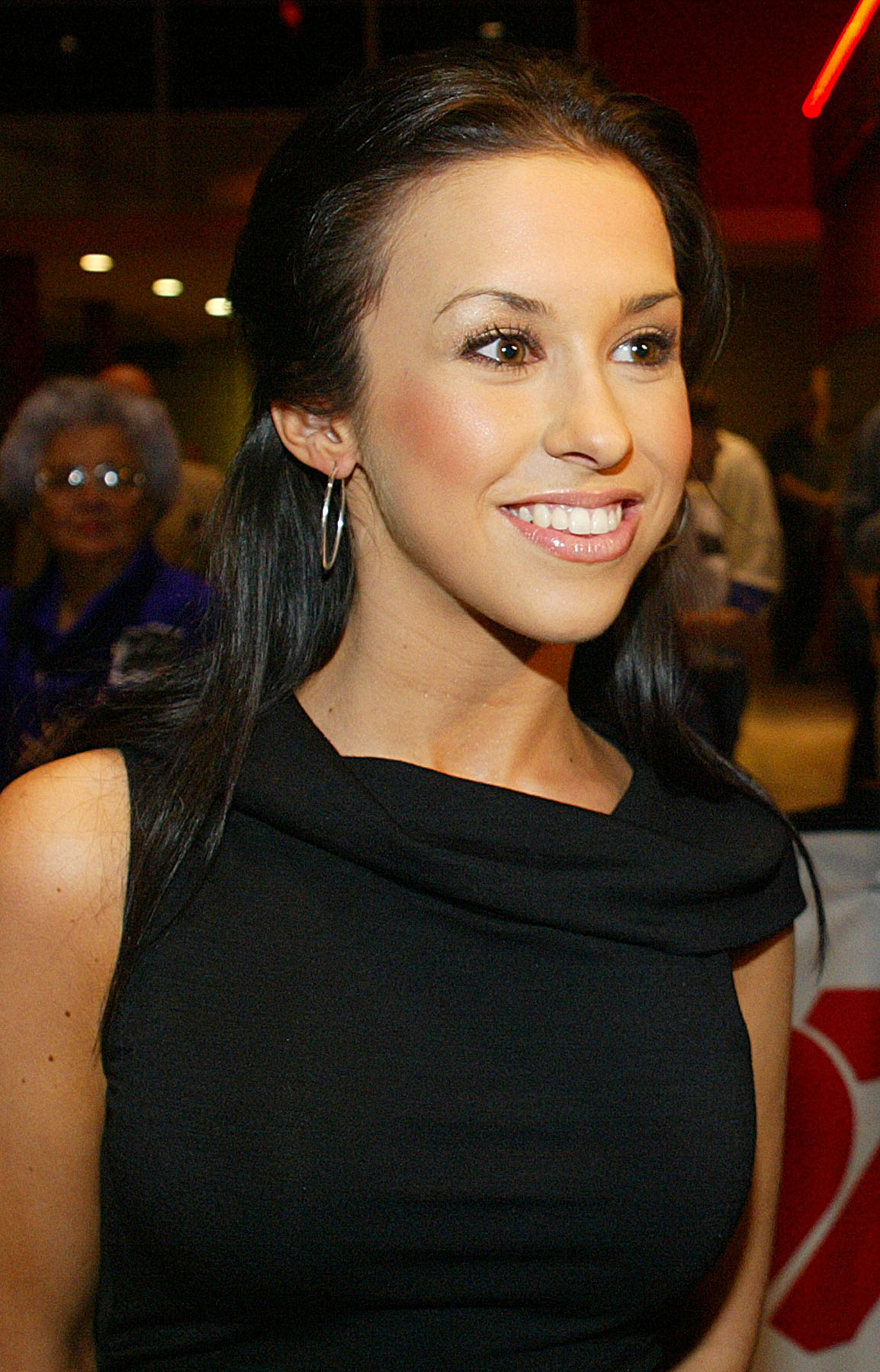
Lacey Chabert (2007)

Lacey Nicole Chabert (* 30. September 1982 in Purvis, Mississippi) ist eine US-amerikanische Film- und Fernsehschauspielerin sowie Synchronsprecherin.

## Leben
Erste Bühnenerfahrung machte Chabert mit ihrer Rolle als Cosette im Musical Les Misérables am Broadway.
Durch ihre Rolle als Claudia Salinger im TV-Drama Party of Five wurde sie bekannt. Ab 1998 war sie die englische Synchronstimme der Eliza Thornberry in der Animationsserie Expedition der Stachelbeeren. Auch in den zwei Filmen zur Serie – Abenteuer der Familie Stachelbeere (2002) und Die Rugrats auf Achse (2003) – sprach sie diese Rolle. Der Charakter der Megan Griffin in der ersten Staffel der Cartoon-Serie Family Guy wurde ebenfalls von ihr gesprochen. 2004 erlangte sie durch die Rolle der Gretchen Wieners in der High-School-Komödie Mean Girls größere Bekanntheit. Ihr Schaffen umfasst mehr als 130 Film- und Fernsehproduktionen.
Eine außergewöhnliche Rolle war die der Brooke Ellison in der The Brooke Ellison Story, einem Film von Christopher Reeve, den dieser kurz vor seinem Tod produziert hatte. Chabert spielte darin Brooke Ellison, eine vom Hals abwärts gelähmte Frau, die auf ihrem Weg zum Harvard-Abschluss einige Hindernisse überwinden muss.

## Auszeichnungen
Von 1993 bis 1999 wurde sie sechsmal für den Young Artist Award nominiert.
Sie gewann sowohl 1997 als auch 1998 den Annual YoungStar Award des Hollywood Reporter für ihre Rolle in Party of Five.
Chabert gewann 2005 gemeinsam mit Lindsay Lohan, Rachel McAdams und Amanda Seyfried den MTV Movie Award für das Beste Film-Team in Girls Club – Vorsicht bissig! (Originaltitel: Mean Girls).

## Filmografie (Auswahl)
- 1991: Ein kleines Stück vom Himmel (A Little Piece of Heaven, Fernsehfilm)
- 1993: Gypsy (Fernsehfilm)
- 1994–2000: Party of Five (Fernsehserie, 142 Folgen)
- 1996: Junge Schicksale (ABC Afterschool Specials, Fernsehserie, Folge 24.04)
- 1996: Aaahh!!! Monster (Aaahh!!! Real Monsters, Fernsehserie, 4 Folgen)
- 1996: Gargoyles – Auf den Schwingen der Gerechtigkeit (Gargoyles: The Goliath Chronicles, Fernsehserie, 2 Folgen)
- 1997: Adventures from the Book of Virtues (Fernsehserie, Folge 1.09)
- 1997: Die Phantastische Reise ins Spielzeugland (Babes in Toyland)
- 1997: Muttertag des Grauens (When Secrets Kill, Fernsehfilm)
- 1997: Anastasia
- 1997–1998: Hey Arnold! (Fernsehserie, 2 Folgen)
- 1998: Lost in Space
- 1998: Stories from My Childhood (Fernsehserie, Folge 1.08)
- 1998–2004: Expedition der Stachelbeeren (The Wild Thornberrys, Fernsehserie, 88 Folgen)… als Eliza Stachelbeere
- 1998: Der König der Löwen 2 – Simbas Königreich (The Lion King II: Simba’s Pride)
- 1999: Feivel, der Mauswanderer: Das Ungeheuer von Manhattan Island (An American Tail: The Mystery of the Night Monster)
- 1999–2012: Family Guy (Fernsehserie, 12 Folgen)
- 2000: Feivel, der Mauswanderer: Der Schatz von Manhattan (An American Tail: The Treasure of Manhattan Island)
- 2001: Expedition der Stachelbeeren – Donald aus dem Dschungel (The Wild Thornberrys: The Origin of Donnie, Fernsehfilm)
- 2001: Tart – Jet Set Kids (Tart)
- 2001: Nicht noch ein Teenie-Film! (Not Another Teen Movie)
- 2002: Hometown Legend
- 2002: Balto 2 – Auf der Spur der Wölfe (Balto: Wolf Quest)
- 2002: The Scoundrel’s Wife
- 2002: Die Prouds (The Proud Family, Fernsehserie, Folge 1.21)
- 2002: Strong Medicine: Zwei Ärztinnen wie Feuer und Eis (Strong Medicine, Fernsehserie, Folge 3.04)
- 2002: Drew Carey Show (The Drew Carey Show, Fernsehserie, Folge 8.10)
- 2002: Abenteuer der Familie Stachelbeere (The Wild Thornberrys Movie)
- 2003: Der Kindergarten Daddy (Daddy Day Care)
- 2003: Die Rugrats auf Achse (Rugrats Go Wild)
- 2004: Girls Club – Vorsicht bissig! (Mean Girls)
- 2004: Shadow of Fear
- 2004: The Brooke Ellison Story
- 2005: American Dragon (American Dragon: Jake Long, Fernsehserie, Folge 1.02)… als Jasmine
- 2005: Dirty Deeds
- 2005: Super Robot Monkey Team Hyperforce Go! (Fernsehserie, Folge 3.06)
- 2006: She Said/He Said (Fernsehfilm)
- 2006: Bratz (Fernsehserie)
- 2006: Nice Guys
- 2006: Fatwa
- 2006: The Pleasure Drivers
- 2006: A New Wave
- 2006: Black Christmas
- 2006: Über Nacht Familienvorstand (Hello Sister, Goodbye Life, Fernsehfilm)
- 2006: Ghost Whisperer – Stimmen aus dem Jenseits (Ghost Whisperer, Fernsehserie, Folge 2.02)
- 2007: It’s Me, Eloise (Fernsehserie, Folge 1.05)
- 2007: Being Michael Madsen
- 2007: Be My Baby
- 2007: Göttlicher Zufall (What if God were the Sun, Fernsehfilm)
- 2007: Sherman’s Way
- 2008: Reach for Me
- 2008: Wanna Be Me!
- 2008–2009: Spectacular Spider-Man (Fernsehserie, 25 Folgen)… als Gwen Stacy
- 2009: The Lost (Fernsehfilm)
- 2009: Der Womanizer – Die Nacht der Ex-Freundinnen (Ghosts of Girlfriends Past)
- 2009: Glenn Martin, DDS (Fernsehserie, Folge 1.01)
- 2010: In My Sleep
- 2010–2013: Generator Rex (Fernsehserie, 2 Folgen)
- 2010: Elevator Girl (Fernsehfilm)
- 2010: Thirst
- 2011: Mike DA Mustang (Fernsehfilm)
- 2011: A Holiday Heist
- 2011: Destruction Party (Kurzfilm)
- 2011: Allen Gregory (Fernsehserie, 6 Folgen)
- 2011–2022: Young Justice (Fernsehserie, 26 Folgen)
- 2011–2017: Transformers: Rescue Bots (Fernsehserie, 104 Folgen)
- 2012: Matchmaker Santa (Fernsehfilm)
- 2012: Die Avengers – Die mächtigsten Helden der Welt (The Avengers: Earth’s Mightiest Heroes, Fernsehserie, 2 Folgen)
- 2012: Doc McStuffins, Spielzeugärztin (Doc McStuffins, Fernsehserie, Folge 1.06)
- 2012–2014: Baby Daddy (Fernsehserie, 11 Folgen)
- 2012: Imaginary Friend (Fernsehfilm)
- 2013: The Ghost of Goodnight Lane
- 2013, 2015: Robot Chicken (Fernsehserie, Folgen 6.15, 8.03)
- 2013: Sanitarium
- 2013: Anything Is Possible
- 2013: Scarecrow (Fernsehfilm)
- 2013: Non-Stop (Fernsehfilm)
- 2013: Slightly Single in L.A.
- 2014: Königliche Weihnachten (A Royal Christmas, Fernsehfilm)
- 2014: The Tree That Saved Christmas (Fernsehfilm)
- 2014: Telling of the Shoes
- 2014: The Color of Rain
- 2014: Ledig, jung sucht… Per Mausklick ins Glück (Christian Mingle)
- 2014: The Ghost of Goodnight Lane
- 2015: All of My Heart (Fernsehfilm)
- 2015: Family for Christmas (Fernsehfilm)
- 2015: Eine Weihnachtsmelodie (A Christmas Melody, Fernsehfilm)
- 2016: Teachers (Fernsehserie, Folge 1.05)
- 2016: Still The King (Fernsehserie, 4 Folgen)
- 2016: The Lost Tree
- 2016: A Wish for Christmas
- 2016: Kulipari – Die Frosch-Armee (Kulipari: An Army of Frogs, Fernsehserie, 13 Folgen)
- 2016–2020: Shimmer and Shine (Fernsehserie, 44 Folgen)
- 2017: Moonlight in Vermont (Fernsehfilm)
- 2017: All of My Heart – Inn Love (Fernsehfilm)
- 2017: The Sweetest Christmas (Fernsehfilm)
- 2018: Im Zweifel für die Liebe (My Secret Valentine, Fernsehfilm)
- 2018: Love on Safari (Fernsehfilm)
- 2018: All of My Heart – The Wedding (Fernsehfilm)
- 2018: Mistelzweige küsst man nicht (Pride, Prejudice and Mistletoe, Fernsehfilm)
- 2018: Kung Fu Panda – Die Tatzen des Schicksals (Kung Fu Panda: The Paws of Destiny, Fernsehserie, 10 Folgen)
- 2019: Love, Romance, & Chocolate (Fernsehfilm)
- 2019: Christmas in Rome (Fernsehfilm)
- 2020: Verliebt im Schnee – Ein Winter in Colorado (Winter in Vail, Fernsehfilm)
- 2019–2021: Crossword Mysteries (Fernsehfilmreihe)
  - 2019: Crossword Mysteries – A Puzzle to Die For
  - 2019: Crossword Mysteries – Proposing Murder
  - 2020: Crossword Mysteries – Abracadaver
  - 2021: Crossword Mysteries – Terminal Descent
  - 2021: Crossword Mysteries – Riddle Me Dead
- 2020: Der Weihnachtswalzer (Christmas Waltz, Fernsehfilm)
- 2020: Time for Us to Come Home for Christmas (Fernsehfilm)
- 2021: Sweet Carolina (Fernsehfilm)
- 2021: Christmas at Castle Hart (Fernsehfilm)
- 2021–2022: Harriet Spionage aller Art (Harriet the Spy, Fernsehserie, 9 Folgen)
- 2022: Hawaii für Zwei –  Wenn Liebe surfen lernt (Groundswell, Fernsehfilm)
- 2022: Haul out the Holly (Fernsehfilm)
- seit 2022: The Wedding Veil (Fernsehfilmreihe)
  - 2022: The Wedding Veil
  - 2022: The Wedding Veil Unveiled
  - 2022: The Wedding Veil Legacy
  - 2023: The Wedding Veil Expectations
  - 2023: The Wedding Veil Inspiration
  - 2023: The Wedding Veil Journey
- 2023: The Dancing Detective – A Deadly Tango (Fernsehfilm)
- 2023: A Merry Scottish Christmas (Fernsehfilm)
- 2023: Haul out the Holly – Lit Up (Fernsehfilm)
- 2024: His & Hers
- 2024: Hot Frosty
- 2024: The Christmas Quest (Fernsehfilm)
- 2025: An Unexpected Valentine (Fernsehfilm)

### Videospiele
- 2001: Nicktoons Racin
- 2002: Nickelodeon Party Blast
- 2003: Rugrats Go Wild!
- 2005: Bratz Rock Angelz
- 2006: Sonic the Hedgehog (2006)
- 2011: Star Wars: The Old Republic
- 2013: Injustice: Götter unter uns (Injustice: Gods Among Us)
- 2013: Young Justice: Legacy
- 2013: Star Wars: The Old Republic – Rise of the Hutt Cartel
- 2014: Star Wars: The Old Republic – Shadow of Revan
- 2015: Infinite Crisis
- 2015: Star Wars: The Old Republic – Knights of the Fallen Empire
- 2019: Star Wars: The Old Republic – Onslaught
- 2022: Nickelodeon Extreme Tennis